# Стефан Сагін
Стефан Сагін (*1860, Мітокал-Драгомірна, Південна Буковина, Австрійська імперія — по 1912 р.) — доктор теології, професор, ректор Чернівецького університету в 1911-1912 навчальному році.

## Життєпис
Освіту здобув спочатку у м. Сучаві, закінчивши у 1880 році гімназію, а потім навчався на теологічному факультеті Чернівецького університету.
Трудову діяльність розпочав навчальним інспектором духовної семінарії у Чернівцях.
Захистивши дисертацію, здобув вчений ступінь доктора теології.
У 1891 році був висвячений на священика, а наступного року став кафедральним проповідником у Чернівцях.
У 1897 році висвячений у сан протопресвітера.
Педагогічну діяльність у Чернівецькому університеті розпочав як член державної екзаменаційної комісії теологічного факультету.
У 1899 році отримав учене звання професора теологічного факультету.
На 1911-1912 навчальний рік був обраний ректором Чернівецького університету.